# لاوباگس (گروه موسیقی)
لاوباگس (به انگلیسی: Lovebugs) گروه موسیقی سوئیسی است.
آن‌ها در مسابقه آواز یوروویژن ۲۰۰۹ نماینده صربستان بودند.